# Les miens
Les miens (dt.: „Die Meinen“, internationaler Titel: Our Ties) ist ein französischer Spielfilm von Roschdy Zem aus dem Jahr 2022. Das Familiendrama handelt von zwei Brüdern mit Migrationshintergrund, die sich nach einem Unfall des einen näher kommen. Die Hauptrollen übernahmen Sami Bouajila und Regisseur Zem.
Der Film wurde am 9. September 2022 bei den Internationalen Filmfestspielen von Venedig uraufgeführt. Ein regulärer Kinostart in Frankreich ist ab 23. November geplant.

## Handlung
Der sanfte und aufopferungsvolle Moussa war immer präsent für seine Familie. Dem gegenüber steht sein Bruder Ryad, der eine Karriere als bekannter Fernsehmoderator eingeschlagen hat. Ryad wird von seinem Umfeld für seinen Egoismus kritisiert. Einzig Moussa verteidigt ihn. Er hegt eine große Bewunderung für seinen erfolgreichen Bruder.
Eines Tages stürzt Moussa und schlägt sich den Kopf auf. Er erleidet daraufhin ein Schädel-Hirn-Trauma. Sein Verhalten beginnt sich schlagartig zu ändern. Ohne Filter wirft er seinen Angehörigen Wahrheiten an den Kopf, die er vor dem Unfall für sich behalten hatte. Moussa überwirft sich in der Folge mit fast seiner gesamten Familie. Einzig Ryad hält nur noch zu ihm.

## Hintergrund

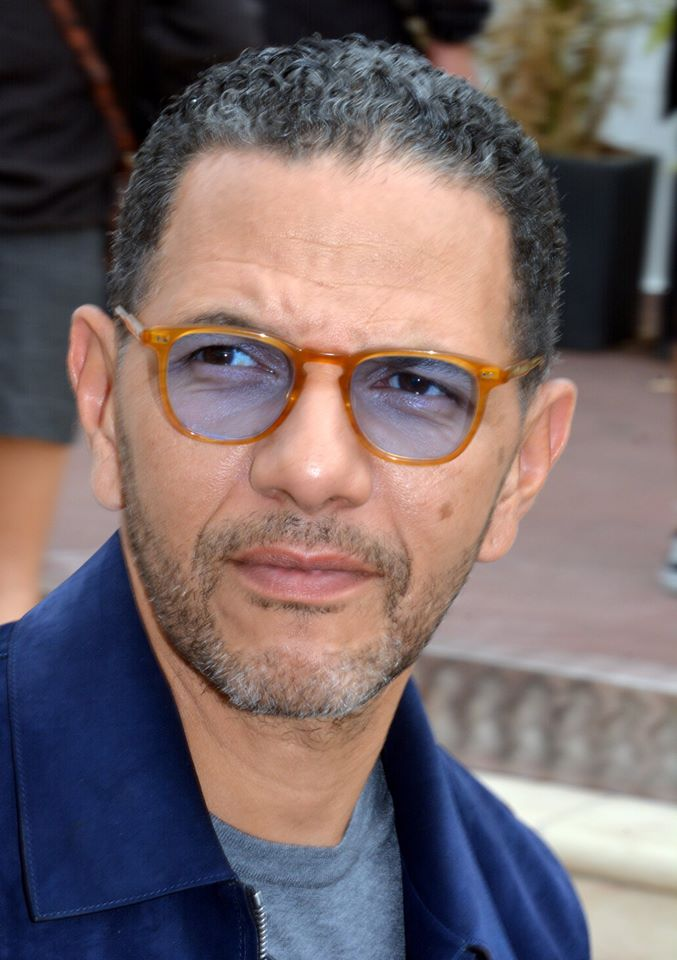
Roschdy Zem (2019)

Les miens ist der sechste Spielfilm des überwiegend als Schauspieler tätigen Roschdy Zem. Der Franzose marokkanischer Abstammung verfasste das Drehbuch gemeinsam mit Maïwenn, die ebenso wie Zem auch eine Rolle in dem Film übernahm. Die Hauptrolle des Moussa vergab er an Sami Bouajila. Diesem hatte er bereits in seiner zweiten Regiearbeit Omar – Ein Justizskandal (2011) die Hauptrolle anvertraut. Zem und Bouajila hatten zuvor in Rachid Boucharebs Oscar-nominiertem Spielfilm Outside the Law (2010) gemeinsam als Schauspieler vor der Kamera gestanden. Auch Bouchareb übernahm in dem Film eine Nebenrolle.
Zems Werk wurde als erster französischer Film über eine bürgerliche Maghreb-Familie angepriesen. Der Regisseur und Schauspieler gab bekannt, dass sich Les miens ihm „aufgedrängt“ habe und es sich um seinen persönlichsten Film handle. Er wollte eine Familiengeschichte erzählen, ohne kulturelles oder religiöses Prisma. Dies sei in der Einwandergeneration zu präsent. „Die Familie ist ein Zufluchtsort, dem man zu entkommen wissen muss, um sich offenbaren zu können. Dieser Film ist meine Liebesgeschichte mit mir“, so Zem.
Der Film wurde von den Unternehmen Why Not Productions und Hole In One Films produziert. Die Ausstrahlungsrechte sicherten sich vorab Canal+ und Ciné+. Die Kameraarbeit übernahm Julien Poupard.

## Veröffentlichung
Die Premiere des Films erfolgte am 9. September 2022 beim Filmfestival von Venedig.
Ein regulärer Kinostart in Frankreich ist ab 23. November 2022 im Verleih von Le Pacte geplant. Die weltweiten Verwertungsrechte sicherte sich Wild Bunch International.

## Auszeichnungen
Für Les miens erhielt Roschdy Zem seine erste Einladung in den Wettbewerb um den Goldenen Löwen, den Hauptpreis des Filmfestivals von Venedig.